# Elsker ikke
Elsker ikke er en dansk kortfilm fra 2008, der er instrueret af Mathias Hovgaard efter eget manuskript.

## Handling
Mias kæreste, Steffen, er en ansvarsløs drengerøv. Hun har forgæves prøvet at få ham til at forpligte sig. Over et døgn forsøger Mia desperat at redde forholdet ved at provokere Steffen til at lægge mærke til hende. Men hvis hendes plan lykkes, vil deres forhold så være stærkt nok til at overleve?